# THC-O-fosfat
THC-O-fosfat je u vodi rastvoran fosfatni estarski derivat THC. Do izuma ovog jedinjenja je došlo 1978. u pokušaju da se prevaziđe slaba THC rastvorljivost u vodi, čime bi se olakšala primena jedinjenja u obliku injekcija u eksperimentima na životinjama. Glavni nedostatak THC fosfatnog estra je njegova mala brzina hidrolize, što dovodi do dužeg kašnjenja početka dejstva i manje potentnosti u odnosu na početno jedinjenje.
THC fosfatni estar se formira reakcijom THC sa fosforil hloridom koristeći piridin kao rastvarač, čemu sledi dovođenje u kontakt sa vodom radi formiranja THC fosfatnog estra. U inicijalnim istraživanjima manje aktivan, mada stabilniji, izomer Δ8THC je korišćen. Ista reakciona šema se može koristiti za formiranje fosfatnog estra aktivnog izomera Δ9THC.